# Gonanticlea yunnanensis
Gonanticlea yunnanensis là một loài bướm đêm trong họ Geometridae.